# 阿巴伊纳格尔乌帕齐拉
阿巴伊納格爾乌帕齐拉是孟加拉国傑索爾縣的一个乌帕齐拉，位於庫爾納专区的傑索爾縣。。

## 人口
據1991年孟加拉國人口普查，阿巴伊納格爾共有戶數36,873戶，人口262434人。其中男性佔比52.06%，女性佔比47.94%；成年人口110,761人。該地7歲以上人口之平均識字率為38.8%，高於全國平均值（32.4%）。